# OOMPH!
Gli OOMPH! sono un gruppo industrial metal tedesco, appartenente alla Neue Deutsche Härte, formatosi a Braunschweig nel 1989. Sono considerati i pionieri di tale corrente, ed assieme ai Rammstein, ne sono tra i principali innovatori.

## Stile e influenze
Il mutamento di stile tra il primo CD OOMPH! (1992) e il suo successore Sperm (1994) appare piuttosto evidente: da un album di musica elettronica e influenzato dal Crossover tedesco, si passa ad uno in cui si accentuano notevolmente gli elementi hard rock e metal, in particolare i riff pesanti di chitarra, ma senza abbandonare le radici elettroniche del gruppo. Questo mutamento getta le basi per la nascita di quel particolare genere musicale che è la Neue Deutsche Härte, che troverà nei Rammstein i suoi migliori e più famosi interpreti. Gli stessi Rammstein, in varie interviste, hanno dichiarato di essere stati ispirati dagli OOMPH!.
Paradossalmente, nonostante siano stati una fonte d'ispirazione per il sestetto di Berlino Est, gli OOMPH! hanno raggiunto il grande successo solo dopo la consacrazione dei Rammstein, avvenuta con Sehnsucht, in quanto la popolarità raggiunta dalla band di Till Lindemann e la successiva crescita di interesse per la musica tedesca sono servite da traino anche per loro.

## Live
Durante i primi concerti il gruppo non suonava alcuno strumento, e Dero cantava i brani con la musica registrata in studio in sottofondo. Dopo un po' incontrarono Leonard Christian, che è tuttora il batterista degli OOMPH! nei live, e Tobi, il loro primo bassista per i live, sostituito poi nel 2004 da Hagen Godicke.

## Formazione
- Der Schulz - voce
- Andreas Crap - chitarra solista, tastiere
- Robert Flux - chitarra ritmica, basso

### Ex membri
- Dero Goi - voce, batteria, tastiere

### Membri dal vivo
- Hagen Godicke - basso (2002–)
- Okusa - percussioni (2012–)
- El Friede - tastiere, sintetizzatori (2012–)
- Martin Bode - batteria (2014–)

### Ex membri dal vivo
- Christian "Leo" Leonhardt – batteria, percussioni(1994–2012)
- Tobi – bass (1994–2002)
- Silvestri - batteria, percussioni (2012–2014)

## Discografia
- 1992 - OOMPH!
- 1994 - Sperm
- 1995 - Defekt
- 1996 - Wunschkind
- 1998 - Unrein
- 1999 - Plastik
- 2001 - Ego
- 2004 - Wahrheit oder Pflicht
- 2006 - GlaubeLiebeTod
- 2008 - Monster
- 2012 - Des Wahnsinns fette Beute
- 2015 - XXV
- 2019 - Ritual
- 2023 - Richter und Henker